# Observateur d'artillerie
Pour les articles homonymes, voir Observateur.

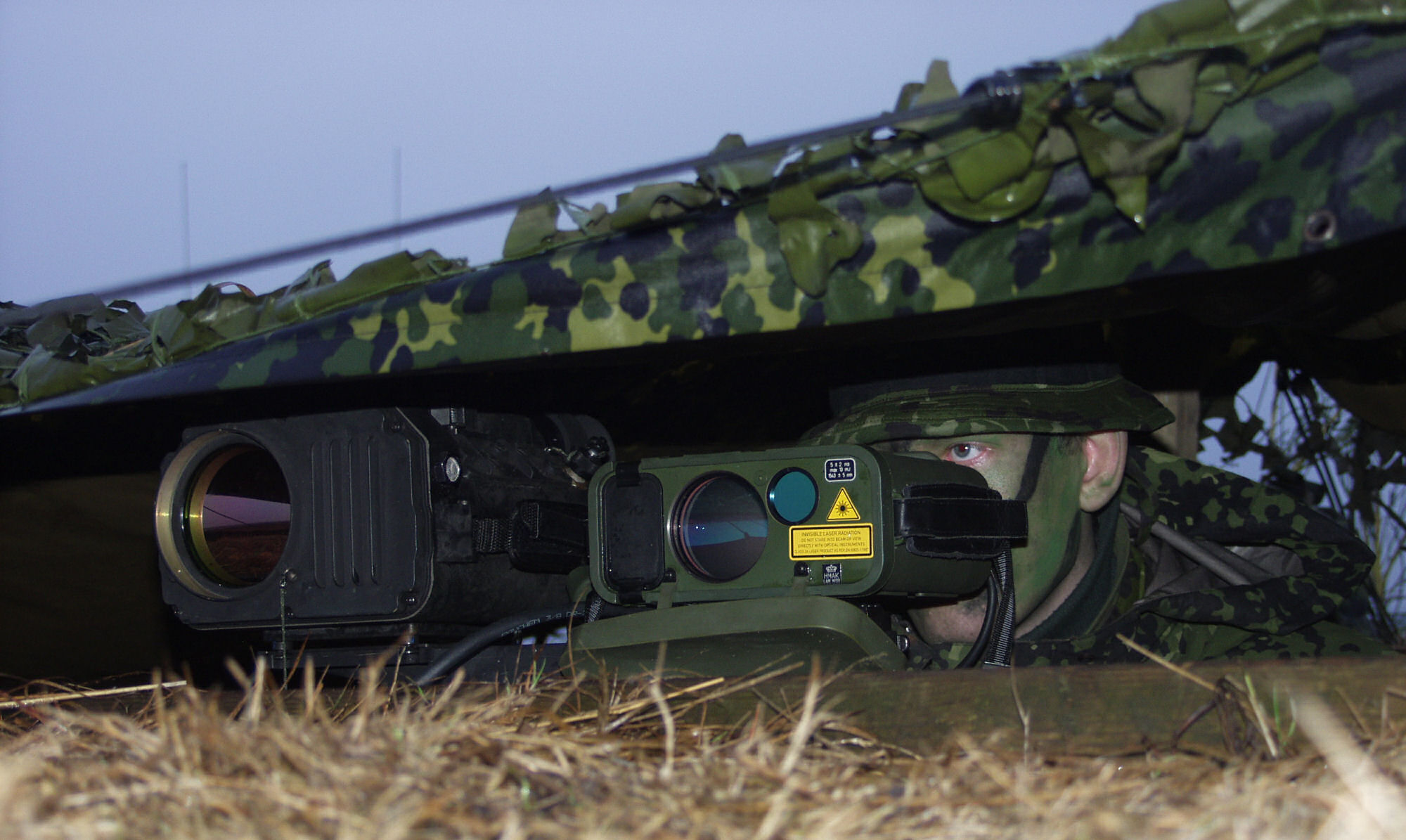
Observateur d'artillerie danois à l'aide d'une caméra d'imagerie thermique et d'un télémètre laser dans un exercice de tir réel

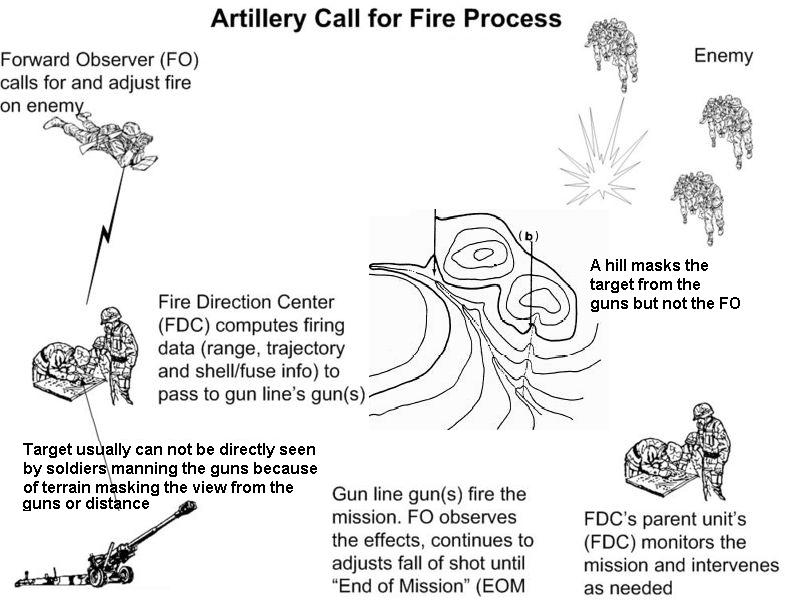
Demander et ajuster le tir d'artillerie sur une cible

Un observateur d'artillerie militaire, un observateur ou un FO (observateur avancé) est chargé de l'acquisition d'objectif et de diriger les tirs d'artillerie et de mortier sur une cible et peut être un contrôleur aérien avancé (FAC) pour le soutien aérien rapproché et un observateur pour le réglage des tirs d'artillerie navale. Également connu sous le nom de spécialiste de l'appui-feu ou FISTer (Fire Support Specialist), un observateur d'artillerie accompagne généralement une unité de chars ou une unité d'infanterie, également avec son propre véhicule de reconnaissance. Les observateurs s'assurent que le tir indirect frappe des cibles que les troupes de la base d'appui-feu ne peuvent pas voir.

## Description
L'artillerie étant un système d'armes à tir indirect, les canons sont rarement en ligne de mire de leur cible, souvent située à plusieurs kilomètres de leur position. L'observateur sert d'œil aux canons, en envoyant les positions des cibles et, si nécessaire, des corrections à la chute de tir, généralement par radio.
Plus récemment, un contrôleur de mission pour un système aérien sans pilote (UAS) de l'armée peut également remplir cette fonction. Certaines armées utilisent des patrouilles d'artillerie spéciales derrière les éléments avancés de l'ennemi.
D'une manière générale, il existe deux approches très différentes de l'observation de l'artillerie. Soit l'observateur a l'autorité de commandement et ordonne le tir, y compris le type et la quantité de munitions à tirer. Soit l'observateur demande le tir auprès d'un état-major d'artillerie à un certain niveau, qui décide si le tir sera fourni, par quelles batteries, et le type et la quantité de munitions à fournir. Le premier est caractéristique des Britanniques et des Français le second des Américains. Pendant la Seconde Guerre mondiale, l'Allemagne et l'Union soviétique avaient tendance à adopter la méthode britannique.
Dans le système américain, l'observateur envoie une demande de tir, généralement à son bataillon ou à son "Fire Direction Center (FDC)". Le FDC décide alors de la quantité de tirs à autoriser et peut demander des tirs supplémentaires à un quartier général d'artillerie supérieur. Les FDC convertissent les informations de cible de l'observateur en données de tir pour les armes de la batterie.
Dans le système britannique, l'observateur envoie un ordre de tir à ses propres batteries et à toutes les autres batteries autorisées, et peut demander le feu à des batteries supplémentaires. Chaque poste de commandement de batterie convertit les ordres de tir en données de tir pour ses propres canons. Jusqu'à l'après-Seconde Guerre mondiale, l'observateur commandait généralement des données de tir réelles aux canons de sa propre troupe, ce qui était possible grâce à l'utilisation de viseurs de calibrage sur les canons.
Les observateurs d'artillerie sont considérés comme des cibles hautement prioritaires par les forces ennemies car ils sont responsables d'une grande puissance de feu, sont à portée visuelle de l'ennemi et peuvent être situés sur son territoire.

## US Army / US Marine Corps

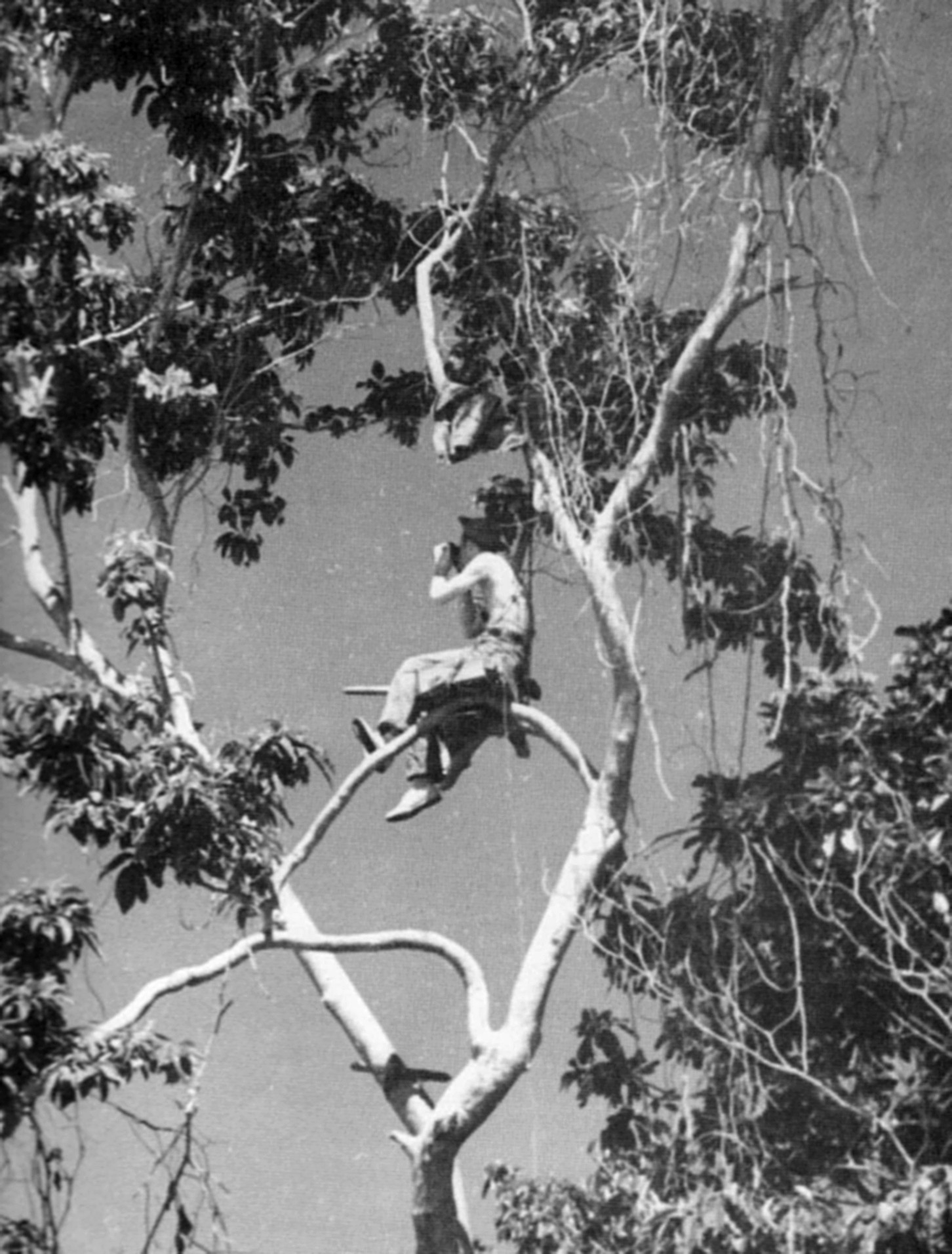
Un observateur avancé de l'artillerie des Marines des États-Unis dans un arbre pour avoir une meilleure vue du champ de bataille à Guadalcanal, 1942.

Dans l'armée américaine, une équipe d'appui-feu (FIST) de la compagnie d'infanterie légère, lourde ou Stryker se compose d'un officier d'appui-feu (OFS), d'un sergent d'appui-feu, de trois observateurs avancés (FO), de deux spécialistes de l'appui-feu et de trois radiotéléphones Opérateurs (RTO)[réf. nécessaire]. Les équipes FIST blindées se composent généralement d'un seul OFS et de trois membres du personnel. Les équipes de la Brigade COLT opèrent en groupes de deux personnes, un spécialiste de l'appui-feu de grade E-1 à E-4 et un sergent d'appui-feu de grade E-5. Actuellement[Quand ?] en formation unitaire, on commence à intégrer davantage de missions d'appui aérien rapproché et de combat rapproché dans la mission de l'équipe d'artillerie de campagne.
Dans l'US Marine Corps, les observateurs avancés agissent également comme des observateurs de tirs navals et appellent, observent et ajustent les tirs d'artillerie et d'artillerie navale. Ils coordonnent les ressources d'appui-feu pour inclure les mortiers, les roquettes, l'artillerie, l'appui-feu aérien. Une équipe de soutien aux feux d'une compagnie de fusiliers se compose généralement d'un officier de soutien des feux (OFS), d'un contrôleur aérien avancé (FAC) ou d'un contrôleur interarmées d'attaque terminal (JTAC), de deux observateurs scouts (FO) et de deux opérateurs radio (RO). Dans une compagnie d'armes, le Fire Support Coordination Centre (FSCC) détermine l'allocation des ressources d'appui-feu à chaque compagnie de fusiliers, et supervise la planification et l'exécution du plan d'appui-feu de chaque FiST. Les principaux acteurs de la FSCC comprennent le coordonnateur de l'appui-feu (FSC), l'officier d'appui-feu du bataillon (OFS) et l'officier de l'air du bataillon (Air-O).
Le Corps des Marines, dispose aussi d'unités capables de régler les tirs des armes d'appuis du Corps (artillerie et aviation) qu'ils détachent auprès des unités appuyés. Ce sont les ANGLICO.

## Officier britannique d'observation avancée

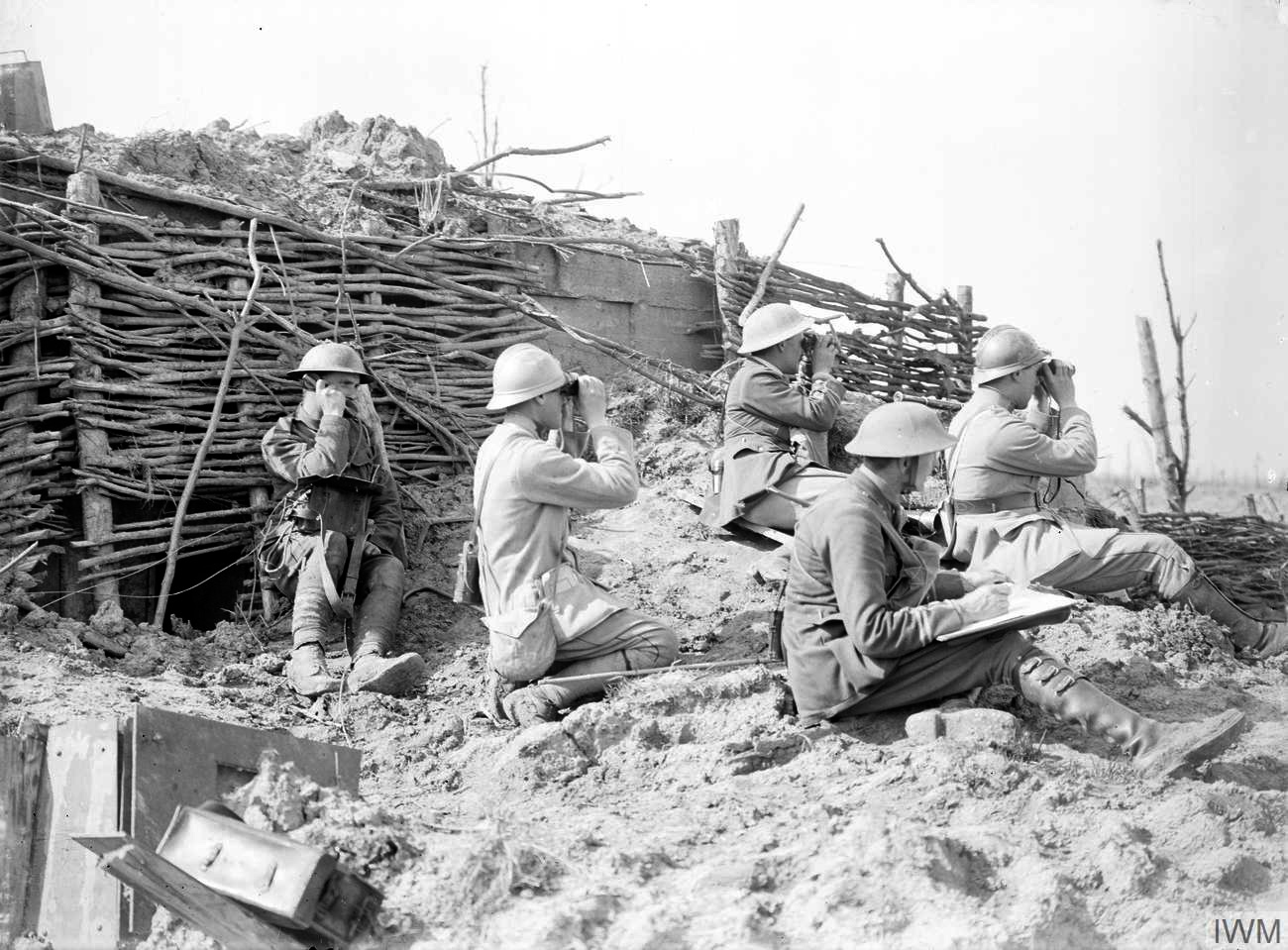
Observateurs d'artillerie britannique et français Bataille de Langemarck, 1917

Pendant des siècles, le commandant de la batterie avait été chargé de contrôler le feu de sa batterie. Cela s'est poursuivi avec l'introduction du tir indirect dans les premières années du XXe siècle. Cependant, la Première Guerre mondiale a introduit des combats 24h/24 et 7j/7. De plus, les tirs indirects ont augmenté la distance entre les canons et leurs cibles, et entre les observateurs et leurs canons. Cela a conduit à l'utilisation d'officiers observateurs pour agir au nom du commandant de batterie. Lors de la réorganisation de la Royal Artillery en 1938, les batteries ont été divisées en troupes, avec les commandants de troupes (capitaines) comme officiers observateurs dans un poste d'observation (OP). Ces officiers et leurs équipes pouvaient fonctionner comme un poste d'observation (OP) ou accompagner l'unité soutenue (infanterie ou cavalerie) en tant qu'officiers d'observation avancée (FOO). Pendant la Seconde Guerre mondiale, il est devenu pratique pour les commandants de batterie de soutien rapproché de faire partie du régiment de chars ou du quartier général du bataillon d'infanterie qu'ils soutenaient. Ils ont également commencé à utiliser des «plans de tir rapides» généralement limités à leur propre régiment, pour soutenir les actions de bataillon limité se déplaçant rapidement.

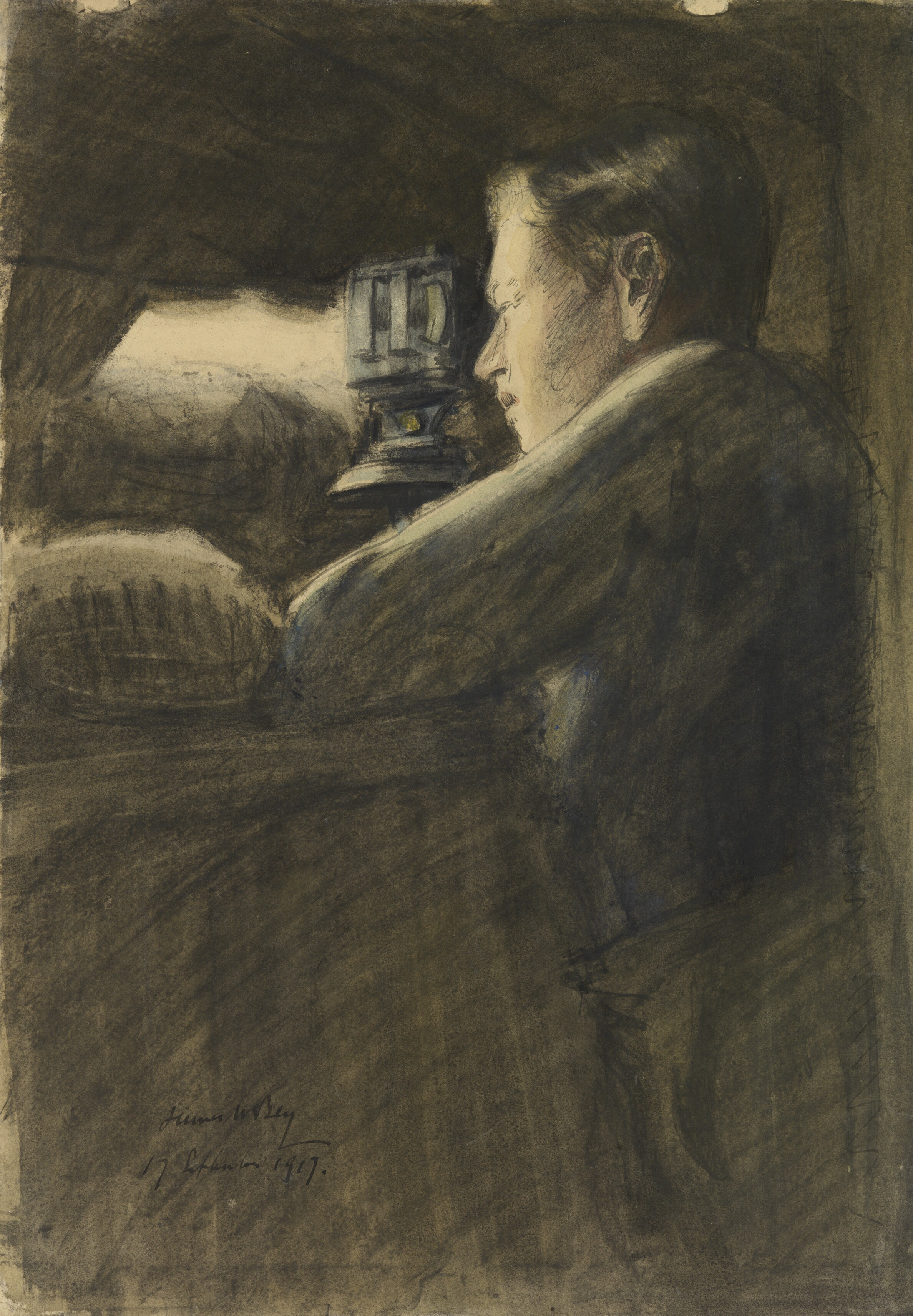
Observateur d'artillerie au poste d'observation

En général, les FOO étaient affectés à une compagnie ou à un escadron d'un bataillon ou d'un régiment que leur batterie soutenait. Dans le système de l'artillerie britannique, les FOO étaient toujours autorisé à donner des ordres de tir à leur propre troupe ou batterie, en fonction de leur évaluation de la situation tactique et, si nécessaire, de la liaison avec le commandant de l'arme appuyée.
À partir du milieu de la Seconde Guerre mondiale, certains observateurs d'artillerie furent autorisés à commander des tirs à toutes les batteries de leur régiment.C'est également devenu la pratique pour certains observateurs d'être désignés ``représentant du commandant'' capable de commander des tirs à une artillerie de division ou de corps. Les officiers non autorisés pouvaient demander le feu à plus que leur propre batterie. Pendant cette guerre, il s'est également avéré pratique que les FOO organisent des plans de tir rapides comprenant plusieurs cibles coordonnées engagées par des canons et des mortiers pour soutenir de courtes actions offensives par l'escadron ou la compagnie avec laquelle ils étaient.
Pendant la Seconde Guerre mondiale, les groupes OP/FOO étaient normalement montés dans un transport de troupes blindé, bien que ceux qui étaient chargés de soutenir les brigades blindées avaient généralement un char - initialement un Stuart mais dans le nord-ouest de l'Europe, généralement un Sherman. Certains chars ont continué d’être utilisés par certains observateurs jusqu’en 1975 environ. En 2002[réf. nécessaire] l'armée britannique a adopté le terme de Fire Support Team (FST) pour ses groupes d'observation, y compris les FAC sous le contrôle de l'officier d'artillerie commandant le FST.

### Contrôleur de tir de mortier
Un titre fonctionnellement similaire est "MFC" (Mortar Fire Controller). Un MFC est un sous-officier d'infanterie qui fait partie du peloton de mortiers de son bataillon. Il contrôle le tir du peloton de la même manière qu'un FOO. L'introduction des FST place les MFC sous le contrôle tactique du commandant des FST.
L'entraînement, activé par des simulateurs, permet à la plupart des soldats d'observer les tirs d'artillerie, ce qui est depuis longtemps possible via un FOO.

## Véhicule d'observation d'artillerie

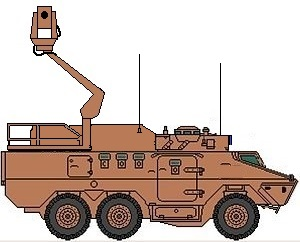
Véhicule sud-africain Ratel (véhicule) avec mât articulé

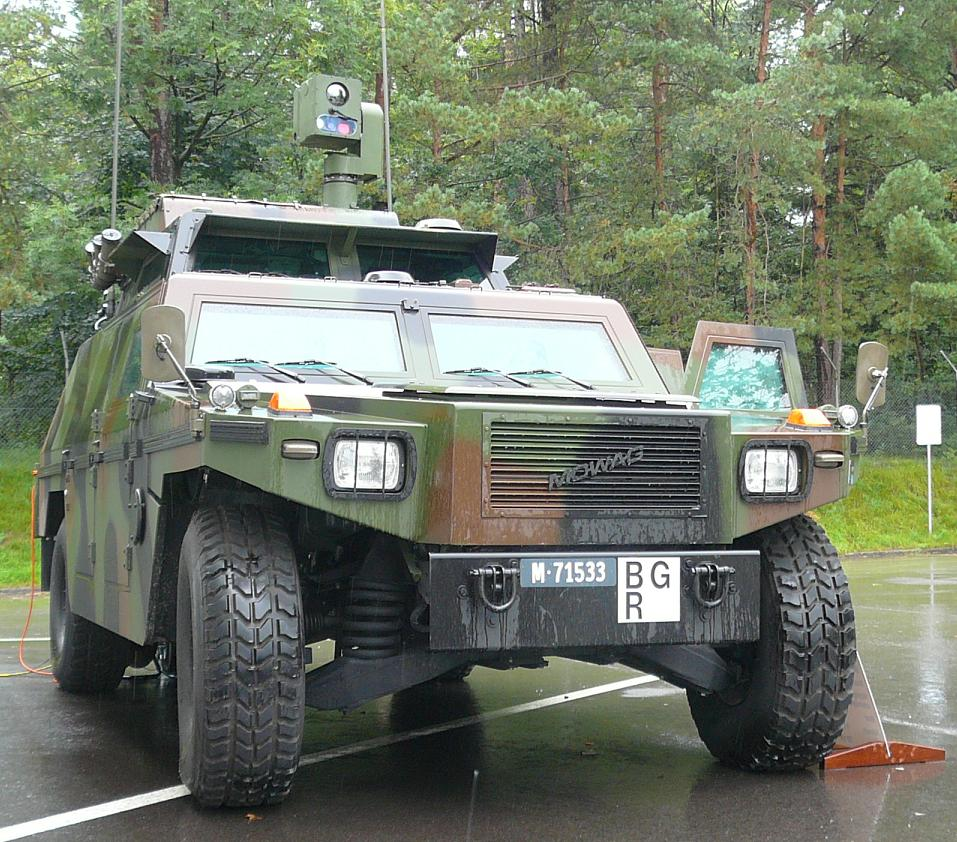
Mowag Eagle avec périscope

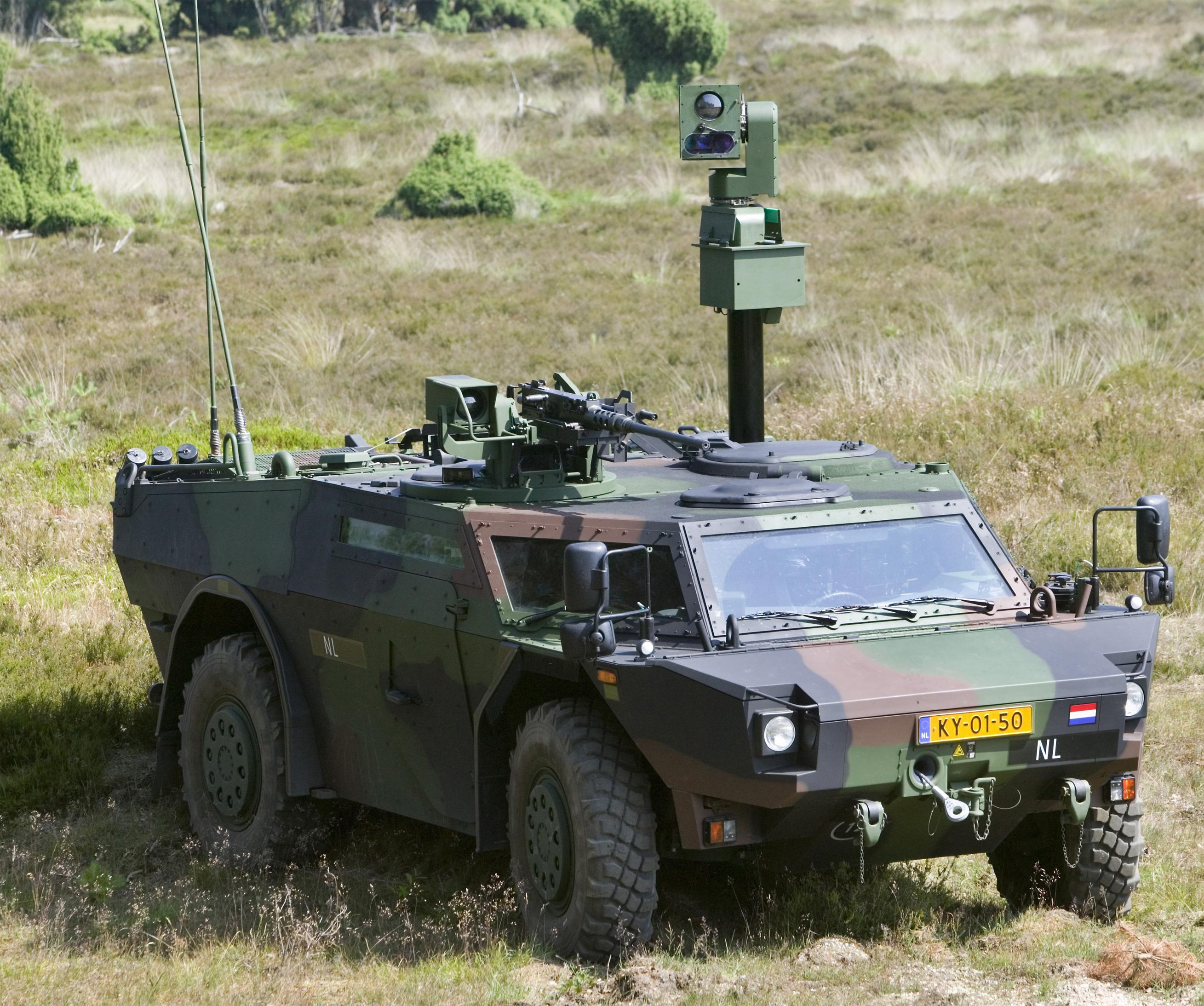
Fennek avec périscope

Un véhicule d'observation d'artillerie est un véhicule de reconnaissance équipé d'un mât articulé ou périscope.

## Poste d'observation aérienne
Le Royal Flying Corps et la Royal Air Force avaient été chargés de désigner les cibles et d'observer les tirs pendant la Première Guerre mondiale, ce rôle a ensuite été appelé `` Arty/R '', mais s'est révélé difficile à partir d'avions de haute vitesse au-dessus d'un territoire hostile pendant la Seconde Guerre mondiale. En 1940, il fut convenu que des escadrons RAF AOP équipés d'avions légers, opérant à basse altitude au-dessus d'un territoire ami et pilotés par des officiers de l'Artillerie royale, seraient formés. Ces escadrons ont existé jusqu'à la formation des Army Air Corps en 1957.